# Marcus Oclatinius Adventus
Marcus Oclatinius Adventus (fl. 205-218) est un militaire et haut fonctionnaire romain de l'époque sévérienne.
Adventus est frumentaire, speculator et consul une première fois à des dates inconnues. Il est nommé procurateur des Augustes en Bretagne romaine entre 205 et 208, il est préfet du prétoire en 211 avec Macrin. Celui-ci assassine l'empereur Caracalla en 217 et prend le pouvoir. Macrin nomme Adventus préfet de Rome et sénateur, ils sont consuls en 218. Après l'ascension d'Héliogabale, Adventus est épargné durant la purge des partisans de l'empereur déchu et reste consul.

## Carrière

### Sous Septime Sévère et Caracalla
Adventus est frumentaire, speculator et consul une première fois à des dates inconnues. Selon Dion Cassius, après avoir été militaire, il devient greffier et est promu procurateur. 
Deux inscriptions furent trouvées à Cilurnum et Habitancum, en Bretagne romaine, dédiées à Septime Sévère, qui règne avec ses fils Caracalla et Gète. Elles indiquent qu'Adventus y est procurateur des Augustes sous le gouvernorat de Lucius Alfenus Senecio, entre 205 et 208,. 
Sous le règne de Caracalla, il est nommé préfet du prétoire en 211 avec Macrin, qui assassine l'empereur en 217,. 

### Ascension sous Macrin
En 217, Macrin le nomme préfet de Rome et sénateur. Adventus est de nouveau consul en 218, en binôme avec lui. Ces nominations déplaisent fortement à Dion Cassius, qui le dépeint comme mal-voyant, presqu'illettré et totalement inexpérimenté dans les affaires publiques.
Par la suite, Héliogabale succède à Macrin au consulat après avoir éliminé l'empereur en Syrie, et permet à Adventus de rester à son poste durant la purges des partisans de Macrin. Cette grâce pourrait s'expliquer par le fait qu'Adventus devait avoir noué de nombreux contacts avec des magistrats et des militaires durant sa carrière : il devait être une personnalité trop importante ou utile pour être éliminée.